# Bryconamericus megalepis
Bryconamericus megalepis är en fiskart som beskrevs av Fowler, 1941. Bryconamericus megalepis ingår i släktet Bryconamericus och familjen Characidae. Inga underarter finns listade.